# Урманське лісництво
Урманське лісництво» — територіально-виробнича одиниця ДП «Бережанське лісомисливське господарство» Тернопільського обласного управління лісового та мисливського господарства, підприємство з вирощування лісу, декоративного садивного матеріалу.

## Об'єкти природно-заповідного фонду
На території лісництва знаходиться 5 об'єктів природно-заповідного фонду:
- загальнозоологічний заказник місцевого значення «Поточани»
- ботанічні пам'ятки природи місцевого значення
  - Урманська бучина
  - Дуб звичайний (1 дерево)
  - Урманський бук
  - Малоурманські черевички